# Бригантина (ансамбль)
"Бриганти́на" — вокально-инструментальный ансамбль Пермского университета, популярный в Пермской области и СССР в 1960-е–1970-е годы.
Неоднократный лауреат конкурса "Студенческая весна", "Весна УПИ", лауреат Краснодонского музыкального фестиваля, участник пермских, российских и всесоюзных  радио- и телеэфиров.

## История
Свой творческий путь ансамбль "Бригантина" начал в 1961 году. В этом году ансамбль был сформирован Б. А. Облапинским на базе университетского хора. 
Первое выступление мужского ансамбля из 6 участников хора университета состоялось 30 декабря 1961 года: этот день можно считать днём рождения "Бригантины". Первые гастроли проходили в городах Боровске (город-спутник Соликамска), Березниках, Яйве, Александровске, Кизеле, Губахе.
Зимой 1965 года (после зимних каникул) ансамбль выделился из университетского хора; к этому времени появилось и название "Бригантина" (до этого участники называли себя "МВА" — "Мужской вокальный ансамбль"), а также собственная атрибутика: эмблема и значок участника ансамбля, разработчиком которых стал Ю. М. Суетин, один из активных членов коллектива.
Создателем и лидером "Бригантины" был Борис Облапинский. Ассистент кафедры аналитической химии Пермского университета, талантливый пианист, выпускник Пермского музыкального училища и Ленинградской консерватории, он был творческим руководителем коллектива, а также режиссёром, дирижером и идейным вдохновителем ансамбля. Его любовь к музыке и способность к самоотдаче притягивали способных студентов, а доброжелательность и внимательность помогали объединить молодых людей с разных специальностей и факультетов.
Среди своих воспитанников Облапинский был известен как "Маэстро", из-за своего стремления к идеальному, качественному звучанию и неповторимой игры на фортепиано.
Идея названия "Бригантина" была заимствована из популярной в то время песни Георгия Лепского на стихи Павла Когана "Бригантина поднимает паруса"; с мелодии этой песни ансамбль начинал каждое своё выступление.

## Состав
Из-за того, что участниками ансамбля являлись студенты, состав периодически менялся. Кто-то заканчивал вуз, кто-то по другим причинам покидал "Бригантину", и им на смену приходили новые музыканты. Всего через  ВИА прошло около 200 студентов. Обычно количество человек на сцене составляло 15–16 человек.
Солистами первых лет были Наташа Мильчакова, Галина Вербер (Нечаева Галина Борисовна), Юрий Гилёв, Владимир Десятский, Юрий Суетин, Тамара Нестерова. Каждый имел неподражаемый голос и свою манеру общения с публикой.
Вначале песни исполнялись под фортепиано с аккомпанементом Б. Облапинского. Но уже к первым гастролям появилась инструментальная группа: Сергей Шнее, Юрий Клименко, Вильгельм Биглер, Виталий Бакаев, Виктор Готовкин, Ирина Лепескина.
В конце 1960-х — начале 1970-х, "Бригантина" находилась на пике своей славы. В это время особой популярностью у зрителей пользовались такие солисты как: Людмила Шестакова (Колесникова), Евгения Масюкова, Владимир Десятский, Лидия Рубацкая, Владимир Ратушнов.

## Творчество
В  1950-е годы в творческой среде Пермского университета преобладала классическая и народная музыка. Облапинский же, ориентируясь на творчество других вокальных ансамблей того времени, например "Дружба", и руководствуясь музыкальным чутьем и собственным вкусом, решился  создать нечто новое, незнакомое уральской публике.
Долгое время "Бригантина" выступала на сборных концертах, представляя всего несколько номеров. Сложно было заставить звучать ансамбль профессионально, так как большинство участников не имели музыкального образования, однако посредством усердных репетиций Облапинский добивается от ансамбля качественного звучания.
Владимир Попов, участник ансамбля "Бригантина" 1968–1975 годов: 
Это был уникальный коллектив... тогда у нас была очень серьезная музыкальная подготовка, с нами занимались лучшие педагоги, преподаватели вокала.
В 1964 году "Бригантина" отправилась на свои первые гастроли, которые охватили такие города, как: Березники, Соликамск, Лысьва, Чусовой, Горнозаводск, Гремячинск. Позже этот список неоднократно пополнялся новыми городами. Также ансамбль выступал на сценических площадках АЗЛК, МВТУ им. Баумана, Высшей школе им. Дзержинского, МГУ и др.
Огромное количество концертов "Бригантина" дала в Перми, на сцене драматического театра. Иногда ансамбль давал по 2–3 концерта в день, собирая полные залы. Исполнялись песни о свободе, любви, мире, среди которых были композиции зарубежных групп.
Записи выступлений "Бригантины" транслировались на местных и российских радиостанциях, в эфире радио Юность звучала целая передача посвященная "Бригантине". Ансамбль неоднократно приглашали на телевидение, в частности на музыкальную передачу Григория Барабанщикова "Третий звонок".
Свежий взгляд на музыку, молодые и воодушевленные исполнители, интересный репертуар, несчетное количество репетиций — все это помогло "Бригантине" завоевать любовь слушателя.
В 1960–1970-х годах ансамбль был популярен не только в Перми, но и в России и СССР: гастролируя по стране, коллектив завоевал множество поклонников, песни попадали в эфир местных и центральных телеканалов.  "Бригантина" стала лауреатом одного из наиболее престижных в то время фестивалей — Краснодонского.
В репертуаре ансамбля было около 220 песен. Всего через ВИА прошло около 200 человек, а постоянная его численность составляла 30–40 человек.
Две передачи аудиопроекта ПГНИУ "Цифровой университет" (54 и 55) рассказывают о творческом пути ансамбля.
Творчеству ансамбля был посвящён фильм "Поёт Бригантина", транслировавшийся по центральному советскому ТВ.
О влиянии "Бригантины" говорят даже пермские музыканты 2000-х , творчество ансамбля оставило яркий след в истории культуры города и страны.

## Смерть Облапинского. Распад "Бригантины"
23 сентября 1974 года, в возрасте 43 лет, умирает Б. Облапинский.
После его смерти ансамбль существовал еще некоторое время, продолжал давать концерты, но уже без прежней энергии. Без руководителя, являвшегося связующей основой коллектива, развитие "Бригантины" остановилось. Смерть "Маэстро" стала причиной затухания творческого потенциала ансамбля, его активность стала уменьшаться. К середине 1980-х ансамбль прекратил свои выступления. Однако участники коллектива неоднократно собирались позже на различного рода юбилейные выступления.